# ハルバル川

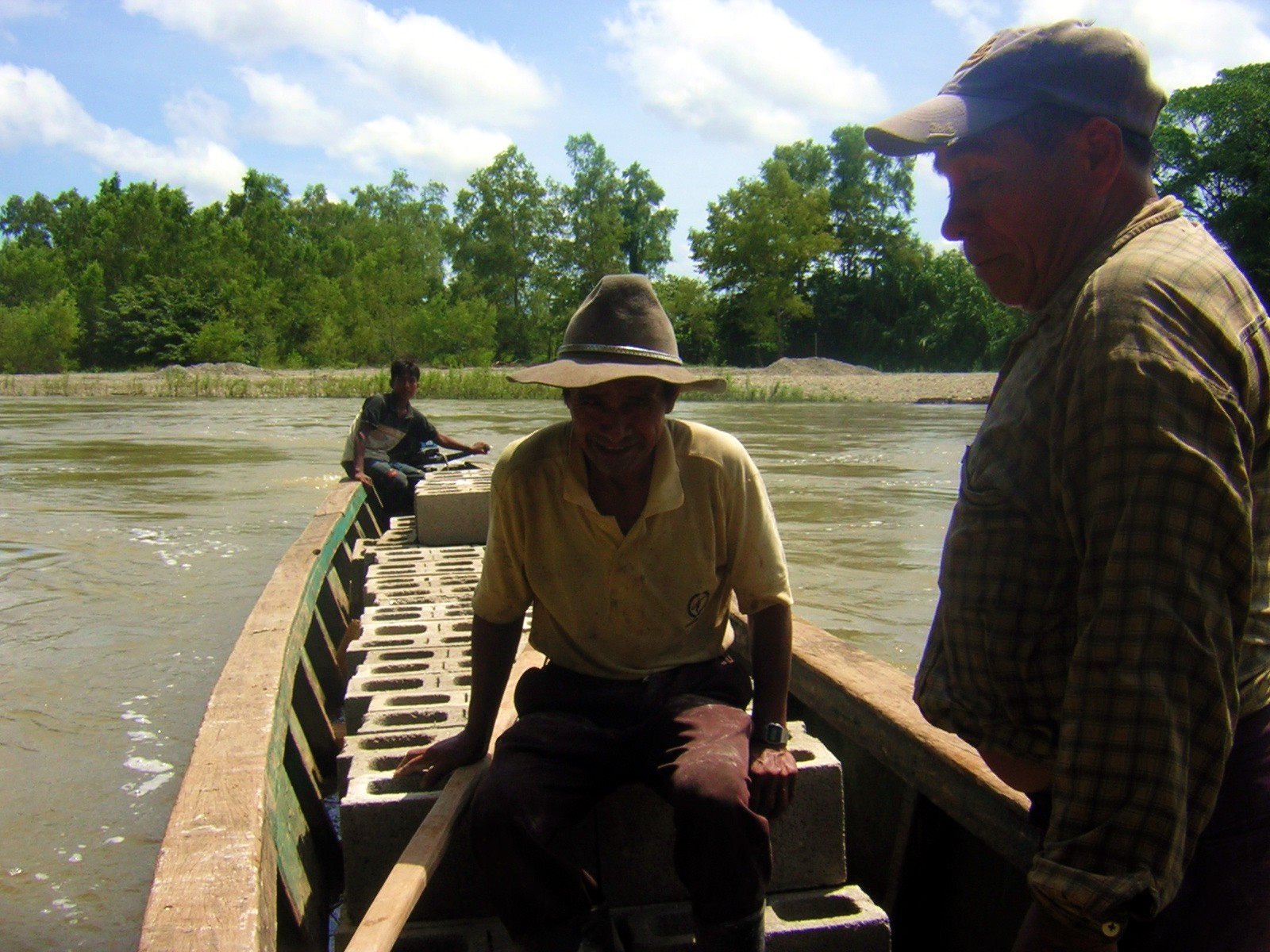
船上の現地の人々

ハルバル川（ハルバルかわ、Xalbal River）はグアテマラとメキシコを流れる川である。水源はグアテマラのキチェ県のクチュマタネス山脈の中にある。 水源からの川の名前はハクルバル川（Río Xaclbal）または、チャフル川（Río Chajul）と呼ばれる。ハクルバル川はイフカンのある熱帯の低地を北方へ流れ下る。イフカンからはハルバル川と呼ばれ、メキシコとの国境を越えてウスマシンタ川の支流であるラカントゥン川と合流する。ハクルバル川のグアテマラの部分の流域面積は1,366 km2である。
川の名にちなんで名付けられたハルバル村は1982年に大虐殺を被った。村は1982年3月に放棄された。

## 参考
1. ↑  INSIVUMEH. “Principales ríos de Guatemala”. 2008年6月24日閲覧。
2. ↑  Journeys of Fear: Refugee Return and National Transformation in Guatemala pp.104, Retrieved February 24, 2008